# 허셜 우주망원경

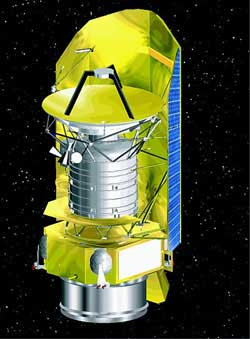

허셜우주망원경(Herschel Space Observatory)은 유럽 우주국에서 2009년 - 2013년 사이에 운용했던 우주망원경이다. 윌리엄 허셜과 캐롤라인 허셜 남매의 이름을 따왔다.

## 같이 보기
- 아타카마 대형 밀리미터 간섭계
- 스피처 우주망원경